# Ноджи, Рик
Рик Ноджи (англ. Rick Noji; род. 22 октября 1967, Сиэтл, Вашингтон) — американский легкоатлет, специалист по прыжкам в высоту. Выступал за сборную США по лёгкой атлетике в первой половине 1990-х годов, победитель и призёр первенств национального значения, участник чемпионатов мира 1991 года в Токио, 1993 года в Штутгарте и 1995 года в Гётеборге.

## Биография
Рик Ноджи родился 22 октября 1967 года в Сиэтле, штат Вашингтон.
Занимался лёгкой атлетикой во время учёбы в старшей школе Franklin High School, затем поступил в Вашингтонский университет, где так же являлся членом легкоатлетической команды, успешно выступал на различных студенческих соревнованиях, в частности становился призёром на чемпионатах Конференции Pac-12, в первом дивизионе Национальной ассоциации студенческого спорта (NCAA).
Впервые заявил о себе как спортсмен в сезоне 1984 года, когда с результатом 2,25 выиграл соревнования в Сиэтле в зачёте прыжков высоту.
В 1985 и 1986 годах одержал победу на турнирах в Принстоне и Мехико соответственно.
В 1991 году на соревнованиях в Лос-Анджелесе установил свой личный рекорд в прыжках в высоту в помещении — 2,30 метра, в то время как на чемпионате США в Нью-Йорке с результатом 2,29 стал бронзовым призёром. Благодаря череде удачных выступлений вошёл в основной состав американской сборной и удостоился права защищать честь страны на чемпионате мира в Токио — в финале прыгнул на 2,28 метра и занял итоговое восьмое место.
В 1992 году превзошёл всех соперников на турнире в Лонг-Бич, установив при этом личный рекорд на открытом стадионе — 2,31 метра.
В 1993 году получил серебро на чемпионате США в Юджине, принимал участие в чемпионате мира в Штутгарте — на предварительном квалификационном этапе прыжков в высоту показал результат 2,20 метра, чего оказалось недостаточно для выхода в финал.
В 1995 году взял бронзу на чемпионате США в Сакраменто, прыгал в высоту на чемпионате мира в Гётеборге — с результатом 2,20 в финал не вышел.
Завершил спортивную карьеру по окончании сезона 1996 года.
Впоследствии занимался частным бизнесом, работал в индустрии обработки данных, в частности являлся сотрудником компании Green House Data.